# ريمون آرون
ريمون آرون (بالفرنسية: ʁɛmɔ̃ aʁɔ̃)‏ (بالإنجليزية: Raymond Aron)‏ فيلسوف وعالم اجتماع فرنسي، ولد 14 آذار سنة 1905 في مدينة باريس وتوفي سنة 1983. ركز في فكره على نفي ما هو خارج الوجود المادي وما يقع خارج نطاق الخبرة والمعرفة، واهتم كذلك بالمجتمع الصناعي الحديث ورأى أن العامل الأساسي في حركة المجتمعات ليس هو الصراع الطبقي فحسب، بل هناك صراع النظم السياسية الذي رأى أن تأثيره أعظم بكثير من الصراع الطبقي. كما تطرق كذلك في كتاباته إلى العلاقات الدولية والتناقضات الفلسفية والنواقص في الديمقراطية الغربية.

## حياته والحياة المهنية
ولد آرون في باريس، لوالده المحامي اليهودي العلماني، ودرس في المدرسة العليا للأساتذة حيث التقى جان بول سارتر الذي أصبح صديقه ومنافسه الفكري طوال حياته. كان إنسانًا عقلانيًا وقائدًا بين أولئك الذين لم يعتنقوا الوجودية. احتل آرون المركز الأول في امتحان درجة الأستاذية الفرنسية في الفلسفة عام 1928، وهو العام الذي فشل فيه سارتر في الامتحان نفسه. حصل في عام 1930 على درجة الدكتوراه في فلسفة التاريخ من المدرسة العليا للأساتذة.
درّس الفلسفة الاجتماعية في جامعة تولوز لبضعة أسابيع فقط ثم، بدأت الحرب العالمية الثانية فانضم إلى القوات الجوية الفرنسية. غادر إلى لندن عندما هُزمت فرنسا للانضمام إلى قوات فرنسا الحرة، والعمل في تحرير صحيفة فرانس ليبري (فرنسا الحرة).
عاد آرون إلى باريس بعد انتهاء الحرب لتدريس علم الاجتماع في المدرسة الوطنية للإدارة ومعهد الدراسات السياسية. عمل كمدرس في جامعة السوربون منذ عام 1955 وحتى عام 1968، وفي كوليج دو فرانس بعد عام 1970 وكذلك في مدرسة الدراسات العليا في العلوم الاجتماعية (إي إتش إي إس إس). أصبح في عام 1953 صديقًا مقربًا للفيلسوف الأمريكي الشاب آلان بلوم، الذي كان مدرسًا في جامعة السوربون.
عمل آرون كصحفي طوال حياته، وأصبح في عام 1947 كاتب عمود مؤثر في صحيفة لو فيغارو، وهو المنصب الذي شغله لمدة ثلاثين عامًا حتى انضم إلى مجلة ليكسبرس، حيث كتب عمودًا سياسيًا حتى وفاته.
انتُخب عضوًا فخريًا أجنبيًا في الأكاديمية الأمريكية للفنون والعلوم عام 1960.
أسس في عام 1978 كومونتير، وهي مجلة فصلية للأفكار والمناظرات، بالاشتراك مع جان كلود كازانوفا الي كان المدير المؤسس للمشروع.
توفي آرون في باريس في 17 أوكتوبر عام 1983 إثر نوبة قلبية.

## إلتزامه السياسي
شهد آرون في برلين صعود الحزب النازي إلى السلطة وطور نفورًا من جميع الأنظمة الشمولية. شارك في عام 1938 في ندوة والتر ليبمان في باريس. أصبح بحلول الخمسينيات من القرن العشرين، شديد النقد للمدرسة النمساوية، ووصف هوسهم بالملكية الخاصة بأنه «ماركسية معكوسة». روج آرون دائمًا لليبرالية «المعتدلة جدًا» التي تقبل الاقتصاد المختلط كنموذج اقتصادي طبيعي للعصر.

## فكره السياسي
ألف آرون كتبًا عن كارل ماركس وكارل فون كلاوزفيتز. وضع في كتابه الحرب والسلم نظرية العلاقات الدولية. جادل بأن ادعاء ماكس ويبر بأن الدولة تحتكر الاستخدام المشروع للقوة المادية لا ينطبق على العلاقة بين الدول.
افترض آرون في مجال العلاقات الدولية في الخمسينيات من القرن الماضي، أنه على الرغم من ظهور الأسلحة النووية، فإن الدول ستظل بحاجة إلى قوات عسكرية تقليدية. ستكون فائدة مثل هذه القوات ضرورية من خلال ما أسماه «المحرمات النووية».

## مؤلفاته
1. مدخل إلى فلسفة التاريخ (1938).
2. أفيون المثقفين (1955).
3. ثمانية عشر درساً في المجتمع الصناعي (1963).
4. صراع الطبقات (1964).
5. الديمقراطية والتوتاليتارية (1965).
6. مراحل الفكر السوسيولوجي (1967).
7. الثورة المفتقدة (1968).
8. من عائلة مقدسة إلى أخرى: دراسة في الماركسيات الوهمية (1969).

## روابط خارجية
- ريمون آرون على موقع الموسوعة البريطانية (الإنجليزية)
- ريمون آرون على موقع مونزينجر (الألمانية)
- ريمون آرون على موقع ميوزك برينز (الإنجليزية)
- ريمون آرون على موقع إن إن دي بي (الإنجليزية)